# Stipa comata
Stipa comata är en gräsart som beskrevs av Carl Bernhard von Trinius och Franz Josef Ivanovich Ruprecht. Stipa comata ingår i släktet fjädergrässläktet, och familjen gräs. Inga underarter finns listade i Catalogue of Life.

## Bildgalleri

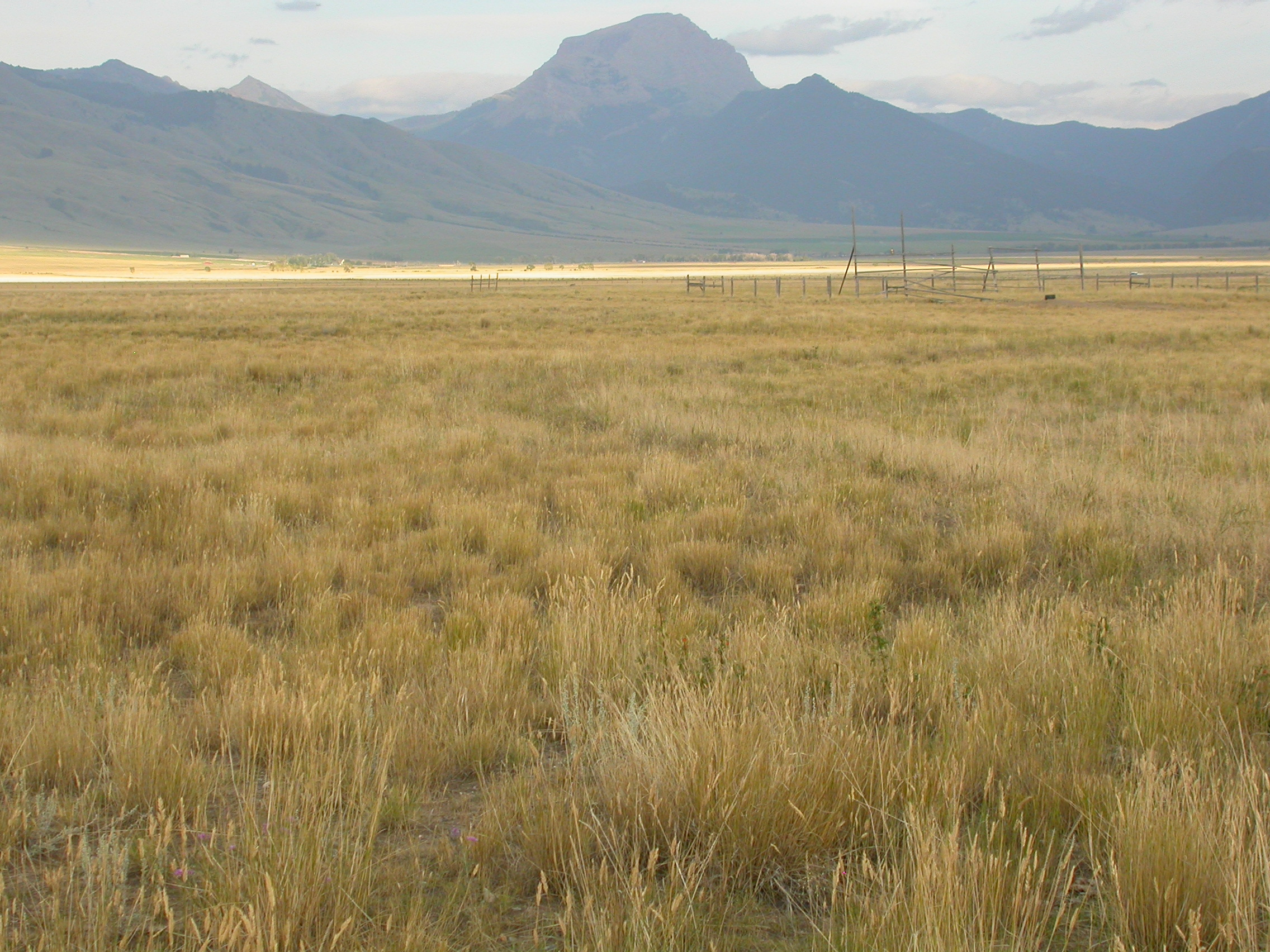
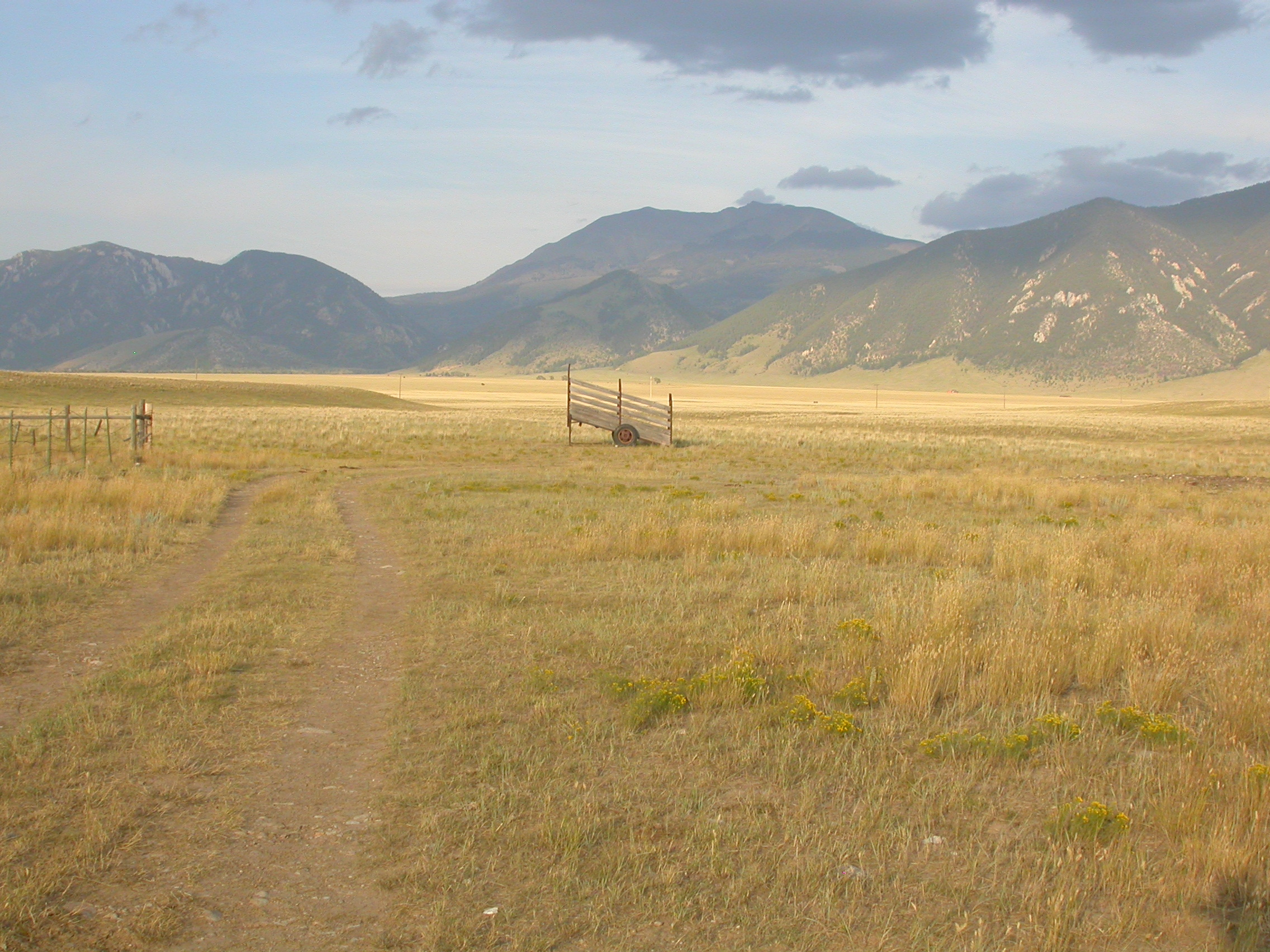
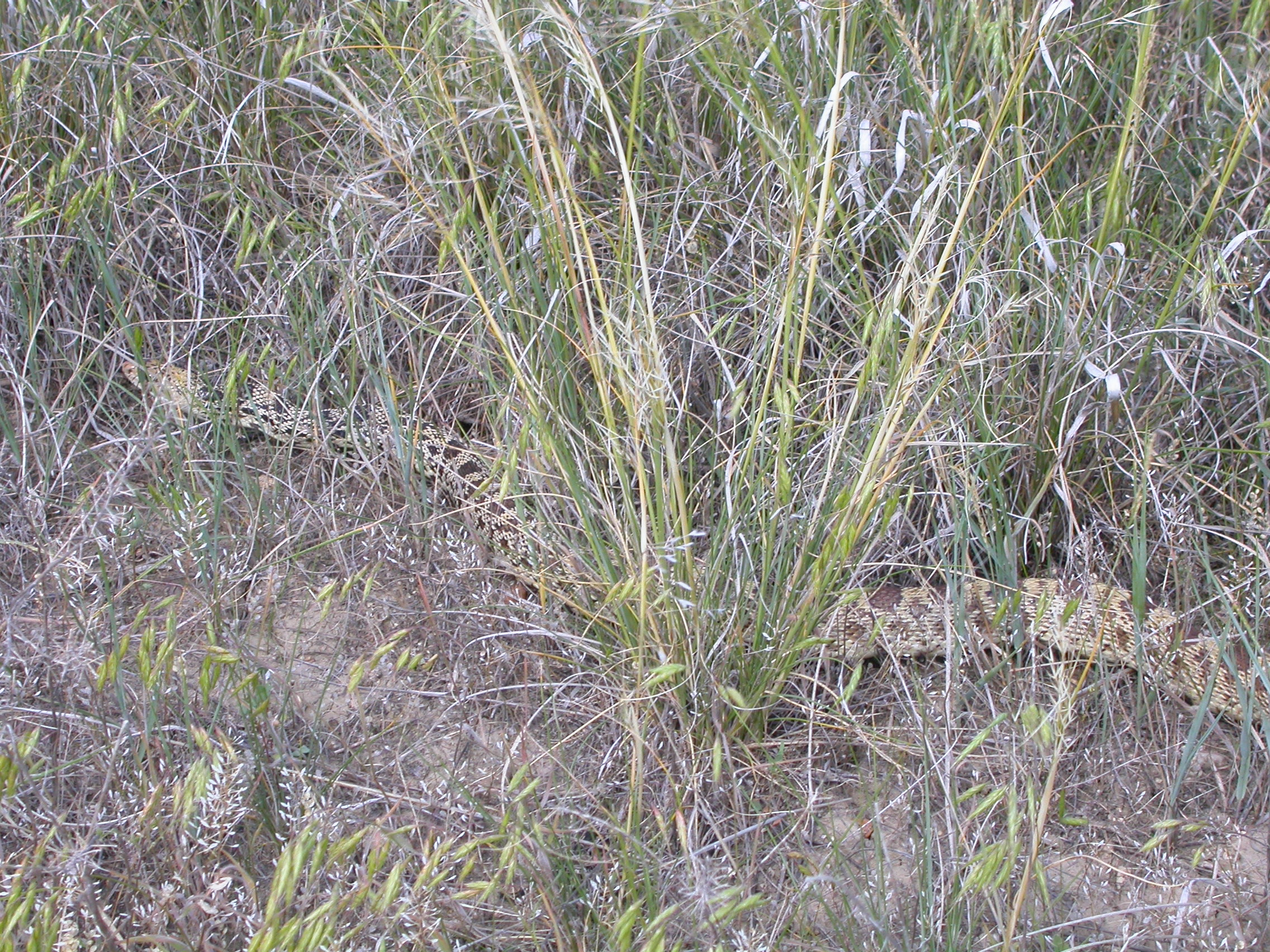
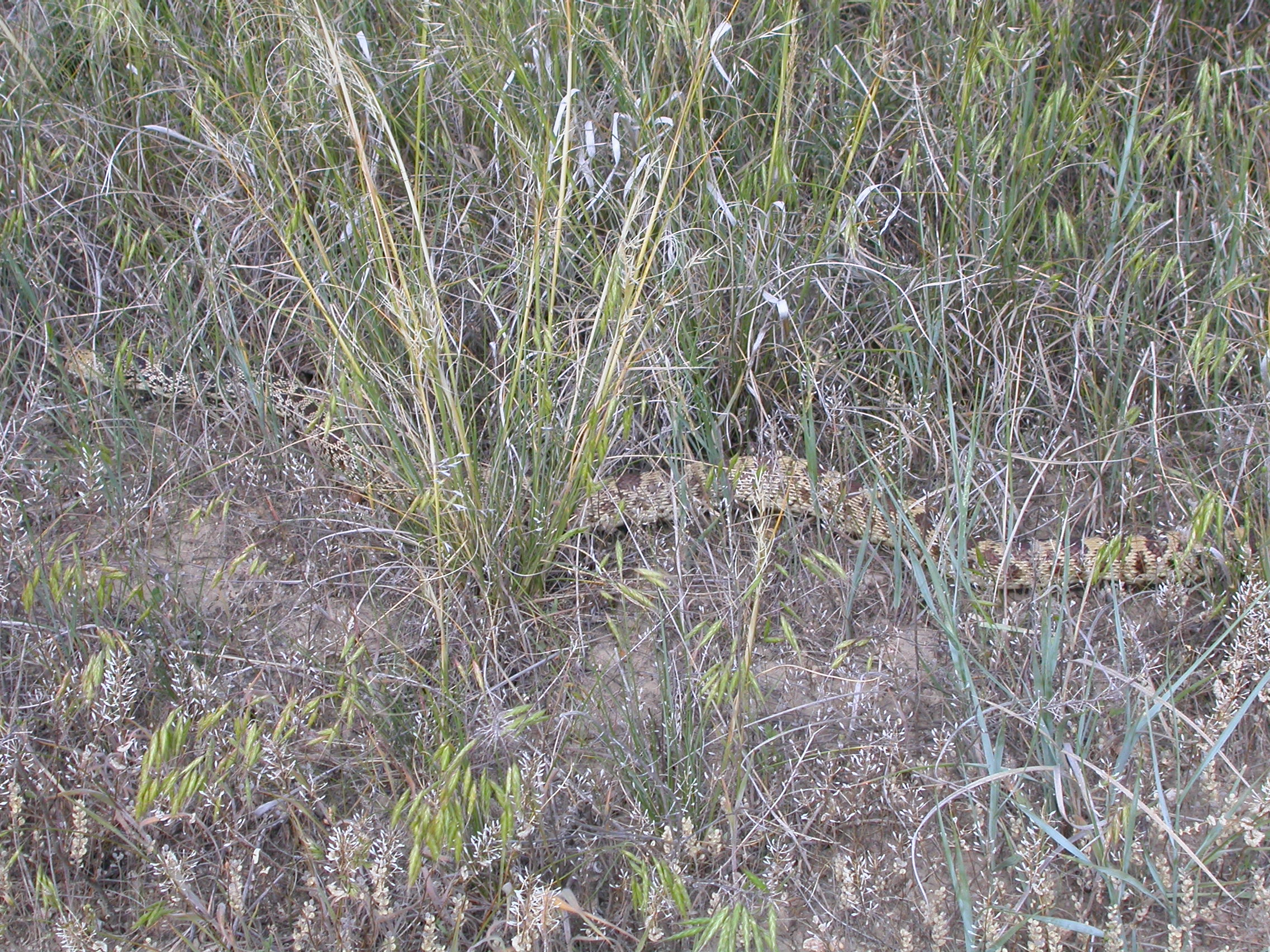